# Округ Кевони (Висконсин)
Кевони (енгл. Kewaunee County) је округ у америчкој савезној држави Висконсин.

## Демографија
По попису из 2010. године број становника је 20.574, што је 387 (1,9%) становника више него 2000. године.
| Група             | 2000.          | 2010.          |
| Белци             | 19.822 (98,2%) | 19.724 (95,9%) |
| Афроамериканци    | 31 (0,2%)      | 69 (0,3%)      |
| Азијати           | 27 (0,1%)      | 60 (0,3%)      |
| Хиспаноамериканци | 153 (0,8%)     | 463 (2,3%)     |
| Укупно            | 20.187         | 20.574         |